# Lamoille County
Lamoille County ist ein County im Bundesstaat Vermont der Vereinigten Staaten. Der Verwaltungssitz (County Seat) ist Hyde Park. Das U.S. Census Bureau hat bei der Volkszählung 2020 eine Einwohnerzahl von 25.945 ermittelt.

## Geographie
Das County hat eine Fläche von 1201 Quadratkilometern, wovon 7 Quadratkilometer Wasserfläche sind. Es grenzt im Uhrzeigersinn an folgende Countys: Orleans County, Caledonia County, Washington County, Chittenden County und Franklin County.

## Geschichte
Lamoille County wurde am 26. Oktober 1835 aus Teilen von Chittenden County, Franklin County, Orleans County und Washington County gebildet.

## Demografische Daten
Nach der Volkszählung im Jahr 2000 lebten im County 23.233 Menschen. Es gab 9.221 Haushalte und 5.984 Familien. Die Bevölkerungsdichte betrug 19 Einwohner pro Quadratkilometer. Ethnisch betrachtet setzte sich die Bevölkerung zusammen aus 97,31 % Weißen, 0,33 % Afroamerikanern, 0,45 % Indianern, 0,37 % Asiatischen Amerikanern, 0,03 % Pazifischen Insulanern und 0,12 % Prozent aus anderen ethnischen Gruppen; 1,39 % stammten von zwei oder mehr ethnischen Gruppen ab. 0,77 % der Bevölkerung waren Hispanics oder Latinos.
Von den 9.221 Haushalten hatten 32,00 % Kinder und Jugendliche unter 18 Jahre, die bei ihnen lebten. 51,40 % waren verheiratete, zusammenlebende Paare, 8,90 % waren allein erziehende Mütter. 35,10 % waren keine Familien. 25,00 % waren Singlehaushalte und in 8,10 % lebten Menschen im Alter von 65 Jahren oder darüber. Die Durchschnittshaushaltsgröße betrug 2,45 und die durchschnittliche Familiengröße lag bei 2,94 Personen.
Auf das gesamte County bezogen setzte sich die Bevölkerung zusammen aus 24,30 % Einwohnern unter 18 Jahren, 10,00 % zwischen 18 und 24 Jahren, 29,90 % zwischen 25 und 44 Jahren, 24,50 % zwischen 45 und 64 Jahren und 11,40 % waren 65 Jahre alt oder darüber. Das Durchschnittsalter betrug 36 Jahre. Auf 100 weibliche Personen kamen 100,10 männliche Personen, auf 100 Frauen im Alter ab 18 Jahren kamen statistisch 97,30 Männer.
Das jährliche Durchschnittseinkommen eines Haushalts betrug 39.356 USD, das Durchschnittseinkommen der Familien betrug 44.620 USD. Männer hatten ein Durchschnittseinkommen von 30.848 USD, Frauen 24.444 USD. Das Prokopfeinkommen betrug 20.972 USD. 9,60 % der Bevölkerung und 6,40 % der Familien lebten unterhalb der Armutsgrenze. 10,70 % davon waren unter 18 Jahre und 8,50 % waren 65 Jahre oder älter.

## Städte und Gemeinden
Diese Liste enthält die selbständigen Gemeinden des Countys; in diesem Fall ausschließlich towns. Zusätzlich gibt es in Lamoille County noch einige mit eigenständigen Rechten versehene Villages, die von den jeweils übergeordneten Towns mitverwaltet werden: Cambridge Village, Hyde Park, Jeffersonville, Johnson Village, Morrisville. Zudem gibt es für statistische Zwecke den Census-designated place: Stowe, sowie die Unincorporated Village Belvidere Center, Eden Mills, Moscow und North Hyde Park.
| Ortschaft  | Status | Einwohner (2020) | Gesamte Fläche [km²] | Landfläche [km²] | Bevölkerungsdichte [Einwohner / km²] | Gründung      | Besonderheit |
| ---------- | ------ | ---------------- | -------------------- | ---------------- | ------------------------------------ | ------------- | ------------ |
| Belvidere  | town   | 358              | 83,2                 | 83,2             | 4,3                                  | 4. Nov. 1791  |              |
| Cambridge  | town   | 3.839            | 164,9                | 164,9            | 23,5                                 | 30. Aug. 1781 |              |
| Eden       | town   | 1.338            | 166,5                | 164,7            | 8,2                                  | 21. Aug. 1781 |              |
| Elmore     | town   | 886              | 102,6                | 101,4            | 8,7                                  | 21. Aug. 1781 |              |
| Hyde Park  | town   | 3.020            | 98,1                 | 95,2             | 31,0                                 | 27. Aug. 1781 | County Seat  |
| Johnson    | town   | 3.491            | 116,8                | 116,8            | 30,1                                 | 2. Jan. 1792  |              |
| Morristown | town   | 5.434            | 133,7                | 133,0            | 41,0                                 | 24. Aug. 1781 |              |
| Stowe      | town   | 5.223            | 188,4                | 188,2            | 27,8                                 | 8. Juni 1763  |              |
| Waterville | town   | 686              | 42,5                 | 42,5             | 16,2                                 | 15. Nov. 1824 |              |
| Wolcott    | town   | 1.670            | 101,5                | 101,1            | 16,6                                 | 22. Aug. 1781 |              |